# Philip Eriksson
Philip Eriksson (Hallstavik, 22 november 1991) is een Zweeds golfer.

## Amateur
Eriksson won in 2012 twee toernooien en werd gedeeld 2de bij het World University Championship in Tsjechië.

### Overwinningen
- 2012: Kyssinge Open, Arcos Cup Invitational by SSOG

## Professional
Eriksson werd in 2009 professional. Tussen 2013 en 2016 won Eriksson 6 toernooien op Scandinavische tours.
In 2018 kwalificeerde Eriksson zich voor de Zuid-Afrikaanse Sunshine Tour. Op deze tour behaalde Eriksson een eerste overwinning met winst op de Dimension Data Pro-Am van 2019. 

### Overwinningen
| Jaar | Toernooi                              | Tour          |
| ---- | ------------------------------------- | ------------- |
| 2013 | Skogaby Open                          |               |
| 2015 | Allerum Open                          |               |
| 2016 | Oakley Tour                           |               |
| 2016 | Kumla Open by Malmbergs Elektriska AB |               |
| 2016 | Bilmetro Gefle Open                   |               |
| 2016 | Johannesberg Open                     |               |
| 2019 | Dimension Data Pro-Am                 | Sunshine Tour |

### Resultaten op deWorld Golf Championships
| Toernooi             | 2011 | 2012 | 2013 | 2014 | 2015 | 2016 | 2017 | 2018 | 2019 | 2020 |
| -------------------- | ---- | ---- | ---- | ---- | ---- | ---- | ---- | ---- | ---- | ---- |
| WGC Kampioenschap    |      |      |      |      |      |      |      |      |      |      |
| WGC Matchplay        |      |      |      |      |      |      |      |      |      |      |
| WGC Invitational     |      |      |      |      |      |      |      |      | T51  |      |
| WGC - HSBC Champions |      |      |      |      |      |      |      |      |      |      |